# امین احمدیان
امین احمدیان بازیکن تنیس روی میز اهل تهران است که عضو تیمهای ملی نوجوانان و جوانان و بزرگسالان ایران بوده‌است.
امین احمدیان عضو تیم ملی تنیس روی میز جوانان ایران در مسابقات آسیایی ۲۰۱۸ و دارنده مدال برنز آسیا با تیم ملی جوانان ایران میباشد.
او در مسابقات قهرمانی جوانان جهان ۲۰۱۸ استرالیا موفق به کسب عنوان هفتمی تیمی جوانان جهان شد. این مقام برای نخستین بار بدست آمده و بهترین رتبه تیم ملی ایران در تاریخ تنیس روی میز در مسابقات جهانی است. احمدیان در بخش انفرادی تا مرحله یک هشتم نهایی پیش رفت و مغلوب قهرمان چینی جهان شد.
امین احمدیان اولین بازیکن تاریخ تنیس روی میز ایران در المپیک جوانان ۲۰۱۸ آرژانتین بوده است. او با ٣ پیروزی در رقابتهای المپیک تا مرحله یک هشتم نهایی المپیک جوانان پیش رفت. پیروزی او مقابل رنکینگ ۴ جوانان جهان بهترین پیروزی او در المپیک بود. این نخستین حضور ایران در رقابتهای المپیک جوانان بوده و امین احمدیان بهمراه میعاد مکیف بعنوان سرمربی در این رقابتها شرکت کرد. 
او سابقه حضور در چندین دوره مسابقات قهرمانی جهان و قهرمانی آسیا را دارا است و بهترین عملکرد او در رنکینگ جهانی تنیس روی میز در سال ۲۰۱۹ بوده که وی با کسب رتبه ۲ رنکینگ جوانان جهان بهترین رنکینگ خود را در تاریخ این رشته ثبت نمود. بهترین رتبهٔ او در رده‌بندی فدراسیون جهانی، ۲ در ردهٔ سنی زیر ۱۸سال، ۲۴ در ردهٔ سنی زیر ۲۱ سال و ۱۸۷ بزرگسالان بوده‌است.

## افتخارات
- عضویت در تیم ملی نوجوانان ایران[۶]
- عضویت در تیم ملی جوانان ایران
- عضویت در تیم ملی بزرگسالان ایران
- عضو باشگاه پاکنژاد اسپورت
- حضور در مسابقات قهرمانی آسیا جوانان
- حضور در رقابتهای قهرمانی جوانان جهان
- حضور در رقابتهای المپیک جوانان
- قهرمانی در مسابقات دسته برتر تنیس روی میز نوجوانان ایران[۷]
- کسب مدال در مسابقات انفرادی نوجوانان در زومباتلی مجارستان[۸]
- کسب مدال برنز در مسابقات انفرادی نوجوانان و جوانان در تایاسانگ چین[۹]
- انتخاب به عنوان بازیکن رزرو برای بازی نهایی مسابقات دوره‌ای جوانان جهان[۵]